# راشین قربی
راشین قربی (زاده ۱۳۵۱) گرافیست اهل ایران است.

## تحصیلات
دانش‌آموخته دانشگاه آزاد اسلامی در سال ۱۳۷۵ و نیز فارغ‌التحصیل از دانشگاه هنر در رشته کارشناسی ارشد گرافیک در سال ۱۳۷۸ است. او در سال ۱۳۷۵ به عنوان «استعداد جوان» برگزیده «پنجمین دوسالانه گرافیک ایران» در موزه هنرهای معاصر شده‌است.

## آثار
آثار راشین قربی از سال ۱۳۷۹ تاکنون درنمایشگاه‌های گروهی نقاشی در خارج و داخل کشور و ۶ نمایشگاه انفرادی به نمایش درآمده‌اند.

## فعالیت‌ها[نیازمند منبع]
- برنده جایزه سوم اولین نمایشگاه آسمان آبی تهران ۱۳۷۳
- برگزیده پنجمین نمایشگاه دوسالانه آثار طراحان گرافیک ایران ۱۳۷۵
- برنده لوح تقدیر از دومین نمایشگاه آسمان آبی تهران – ۱۳۷۶
- تقدیرنامه از دانشگاه هنر به عنوان دانشجوی نمونه در سال تحصیلی ۱۳۷۵ ۱۳۷۶
- شرکت در دومین نمایشگاه طراحی معاصر نگارخانه برگ ۱۳۷۷
- شرکت در چهارمین نمایشگاه طراحی معاصر نگارخانه برگ ۱۳۷۹
- شرکت در نمایشگاه طراحی معاصر:چشم‌انداز ۷۹ در سال ۱۳۷۹ موزه هنرهای معاصر تهران